# René-Rose Landouillette
René Landouillette de Logivière, marquis de Maule, né le 5 janvier 1649 à La Flèche dans la Sarthe et mort le 21 août 1711 à Nîmes, est un artilleur et officier de marine Français du XVIIe siècle.

## Biographie
René Landouillette de Logivière est le fils de René Landouillette de Logivière, Commissaire Principal de l’Artillerie des Provinces d’Anjou, Maine et Touraine, mort avant 1684, et de Renée Foureau.
Maître-Fondeur à l'Arsenal de Rochefort (dès 1679), poste qu'occupait son père depuis 1668. Il est Maître de Forges en Angoumois (1678) puis Maître-Fondeur à l’Arsenal de Toulon (10 août 1684). Il participe à différentes opérations de bombardement en mer Méditerranée contre les villes d'Alger, de Gênes et de Tripoli. Il invente alors le mortier à plaque.
Il est anobli par le Roi le 19 mai 1690. Landouillette est nommé successivement Commissaire-Général de la Marine (1692) puis Commissaire-Général de l’Artillerie de la Marine à Rochefort (1695-1er janvier 1703) et enfin capitaine de galiote et d’artillerie à Rochefort.
Reçu Chevalier de l’Ordre royal et militaire de Saint-Louis le 12 juin 1702, il reçoit une commission de capitaine des vaisseaux du Roi le 1er novembre 1705.
Il épouse Marthe Duval (morte ap. 1711).

## Sources et bibliographie
- L'État de service des officiers de l'Artillerie de marine dans le Marine royale (entre 1661 & 1715)
- Généalogie de la famille Landouillette de Logivière sur racineshistoire.free.fr